# Фридрих фон Цигенхайн
Фридрих (на немски: Friedrich von Ziegenhain, * 1155, † 1229) от фамилията Лудовинги, e граф на Цигенхайн.

## Биография
Той е третият син на Лудвиг II Железния, ландграф на Тюрингия († 1172), и Юта Клариция († 1191) от фамилията Хоенщауфен, дъщеря на херцог Фридрих II от Швабия. Майка му е полусестра на император Фридрих I Барбароса (1122 – 1190).
Фридрих е обучен за църковна кариера. От 1171 до юли 1178 г. е пропст в „Св. Стефан“ в Майнц. Той се отказва от църковната си клетва и след това е дълго в конфликти за своето наследство.
През 1185 г. Фридрих се жени за Луитгард (Лукардис) фон Цигенхайн (* ок. 1160, † след 1207), дъщеря и наследничка на граф Гозмар III фон Цигенхайн, който през юли 1184 г. умира при падането на пода на горния етаж на катедралата на Ерфурт, и така получава Вилдунген. През 1186 г. наследява Гозмар като граф на Вилдунген, номинален граф на Цигенхайн и Вегебах, и фогт на Щауфенберг и Райхенбах в Северен Хесен.
Фридрих построява през 1200 г. замък Фридрихщайн в Алт-Вилдунген. През септември 1229 г. той наследява важната и доходна служба катедрален фогт на Фулда и умира малко след това.

## Деца
От брака му с Луитгард той има децата:
- Лудвиг (умира рано)
- София, графиня фон Вилдунген († сл. 2 април 1247), омъжена за Бурхард IV фон Кверфурт Курцханд, бургграф на Магдебург († 1247)
- Юдит († 6 октомври 1220), омъжена за граф Фридрих II фон Брена и Ветин († 1221)